# Ley de Wagner
La Ley de Wagner se encuadra dentro de las teorías sobre el crecimiento del gasto público, dentro de las que explican este crecimiento basándose en la demanda del gasto público.
Esta ley, cuyo nombre deriva del economista alemán Adolph Wagner, considera que el desarrollo económico de un país impulsa presiones crecientes por parte de la sociedad a favor de un aumento del gasto público,  por dos tipos de razones:
- La primera se refiere a que una sociedad más desarrollada es también más compleja con un mayor número de conflictos entre sus miembros, lo que exige una mayor intervención del Estado en su solución.

- La segunda atañe a la caracterización de los bienes y servicios públicos como bienes superiores y elásticos, es decir que la elasticidad-renta del gasto público es mayor que la unidad.

Cuando se tiene poca renta, la variedad de bienes y servicios por usar es poca y básica para el consumidor. Cuanto más alta sea la renta, mayor variedad de productos habrá para escoger, y por tanto mayor elasticidad. Una sociedad pobre será una sociedad en la cual la gente consuma los mismos productos, los básicos. Cuando una sociedad es rica, hay tanta variedad de productos que ni el consumidor con mayor renta es capaz de consumirlos todos, ni de lejos. Ha de escoger unos pocos entre muchos. La elasticidad sube mucho al tener mucho entre lo que escoger. Este fenómeno acaba ocurriendo tanto en los bienes privados como en los públicos.
- Datos: Q362956
- Multimedia: Wagner's law / Q362956